# Hans Bauszus
Hans Bauszus (Forsthaus Steinspring, 15 augustus 1871 - Bad Mergentheim, 3 juli 1955) was een Duitse officier en een SS-Brigadeführer (brigadegeneraal) tijdens de Tweede Wereldoorlog.

## Leven
Op 15 augustus 1891 werd Hans Bauszus geboren in Forsthaus Steinspring in de toenmalige provincie Brandenburg. Hij meldde zich op 28 maart 1890 aan in het Pruisische leger, en werd geplaatst in het 1. Unter-Elsässisches Feld-Artillerie-Regiment Nr. 31. Hierna volgde zijn overplaatsing naar het Infanterie-Regiment "König Ludwig III. von Bayern" (3. Königlich Sächsisches) Nr. 102, wat onderdeel van het Saksisch leger was. Na zijn plaatsing, werd Bauszus bevorderd tot Sekondeleutnant (tweede luitenant). Hij werd benoemd tot adjudant in het hoofdkwartier van de Schutztruppe in Duits-Zuidwest-Afrika. Daar werd Bauszus op 17 februari 1900 bevorderd tot Oberleutnant (eerste luitenant). Na zijn bevordering werd hij benoemd tot chef Ia (operaties) van de 3e compagnie in het 1e bataljon van het 1. Feld Regiment bij de districtschef Rehoboth. Bauszus werd naar het batterij F gecommandeerd, daar werd hij enige tijd later bevorderd tot Hauptmann (kapitein). Als Hauptmann werd hij benoemd tot persoonlijk adjudant van de Oberst Ludwig von Estorff in de Schutztruppe. Op 22 maart 1914 werd Bauszus bevorderd tot Major (majoor). 

### Eerste Wereldoorlog
Tijdens de Eerste Wereldoorlog was hij ingezet in de artilleriestaf van de Schutztruppe. Op 24 december 1919 werd Bauszus bevorderd tot Oberstleutnant (luitenant-kolonel).

### Interbellum
Bauszus verliet de het leger op 31 januari 1920 en ging terug naar Duits-Zuidwest-Afrika en verbleef daar tot 1930. Op 22 juli 1922 trouwde Bauszus met Gertrude Hallervorden. Het is niet bekend of het echtpaar ook kinderen gekregen heeft. Na zijn terugkomst werd Bauszus op 6 juli 1931 lid van de Schutzstaffel (SS), en werd als referent geplaatst in de staf van de SS-Abschnitt III. Tijdens die plaatsing werd hij bevorderd tot SS-Sturmführer (tweede luitenant). Op 1 januari 1932 werd hij ook lid van de Nationaalsocialistische Duitse Arbeiderspartij (NSDAP). Hierna werd Bauszus overgeplaatst als referent naar de SS-Gruppe Ost (Berlijn). Daar werd hij bevorderd tot SS-Sturmhauptführer (kapitein) en SS-Sturmbannführer (majoor). Op 20 september 1933 werd Bauszus benoemd tot leider van het verbindingsbureau in het koloniale politieke ambt van de NSDAP. Tijdens het uitoefenen van zijn functie, werd hij bevorderd tot SS-Standartenführer (kolonel). Van 24 maart 1934 tot 1 april 1936 was Bauszus ingezet in de Persönlicher Stab Reichsführer-SS. Hierna volgde zijn overplaatsing naar de staf van het SS-Hauptamt. 

### Tweede Wereldoorlog
Als SS-Oberführer werd Bauszus geplaatst in de Persönlicher Stab Reichsführer-SS, hij diende tot 1943 in de staf van de RFSS. Daar bereikte Bauszus zijn eindrang van SS-Brigadeführer (brigadegeneraal). Hierna werd hij overgeplaatst naar de staf van het SS-Personalhauptamt, hier was hij werkzaam tot het einde van de oorlog.

## Na de oorlog
Over het verdere verloop van zijn leven is niets bekend. Op 3 juli 1955 stierf Bauszus in Bad Mergentheim.

## Carrière
Bauszus bekleedde verschillende rangen in zowel de Pruisische leger als Allgemeine-SS. De volgende tabel laat zien dat de bevorderingen niet synchroon liepen.
| Datums            | Pruisische leger | Reichswehr          | Allgemeine-SS       |
| ----------------- | ---------------- | ------------------- | ------------------- |
| 22 augustus 1891  | Sekondeleutnant  | —                   | —                   |
| 17 februari 1900  | Oberleutnant     | —                   | —                   |
| 21 mei 1906       | Hauptmann        | —                   | —                   |
| 22 maart 1914     | Major            | —                   | —                   |
| 24 december 1919  | —                | Oberstleutnant a.D. | —                   |
| 30 november 1931  | —                | —                   | SS-Sturmführer      |
| 30 januari 1933   | —                | —                   | SS-Sturmhauptführer |
| 31 juli 1933      | —                | —                   | SS-Sturmbannführer  |
| 20 september 1933 | —                | —                   | SS-Standartenführer |
| 20 april 1936     | —                | —                   | SS-Oberführer       |
| 12 september 1937 | —                | —                   | SS-Brigadeführer    |

## Lidmaatschapsnummers
- NSDAP-nr.: 843 238[2] (lid geworden 1 januari 1932)
- SS-nr.: 16 471[2] (lid geworden 1931)

## Onderscheidingen
Selectie: 
- Koloniaal Ereteken[1]
- Hanseatenkruis Hamburg[1]
- IJzeren Kruis 1914, 1e Klasse[1] en 2e Klasse[1]
- Orde van de Rode Adelaar, 4e Klasse met Kroon en Zwaarden[1]
- Kroonorde (Pruisen), 4e Klasse met Zwaarden[1]
- Zuidwest-Afrika-Herdenkingsmunt met zes Gespen[1]